# Torpeda Typ 93
Torpeda Typ 93 (jap. 酸素魚雷 sanso-gyorai; dosł. torpeda tlenowa, 93-shiki gyorai) – japońska torpeda tlenowa kalibru 610 mm, najszybsza i największa, prawdopodobnie też najlepsza torpeda II wojny światowej. Dzięki swojej prędkości i niepozostawianiu śladu torowego w wodzie, była bardzo trudna do wykrycia i wymanewrowania.
W trakcie wojny na Pacyfiku pozostawała na uzbrojeniu wielu typów japońskich krążowników i niszczycieli. Potocznie znana pod amerykańskim, powojennym określeniem „długa lanca” (ang. Long Lance). Za jej pomocą, w szeregu bitew na obszarze Pacyfiku, japońskie okręty nawodne zatopiły dużą liczbę alianckich niszczycieli i krążowników.

## Opis
Torpeda Typ 93 model 1 miała kaliber 610 mm i przenosiła 490 kg materiału wybuchowego. Układ napędowy torpedy oparty był na wykorzystaniu jako paliwa nafty oraz czystego tlenu jako utleniacza (zamiast powietrza), co umożliwiało jej osiąganie dużych prędkości oraz zapewniało brak śladu rozpuszczonych spalin w wodzie za torpedą.
Torpeda tego typu została opracowana w roku 1933 (2593 rok według imperialnego kalendarza japońskiego). Do grudnia 1941 roku wyprodukowano około 1350 torped tego typu – około połowy wszystkich wyprodukowanych torped Typ 93. Od 1936 roku wyprodukowano w arsenałach marynarki w Kure i Sasebo 1150 torped Typ 93 modelu 1 modyfikacji 2 (93-shiki gyorai, 1-gata, kai 2). Całkowita waga tej torpedy wynosiła 2700 kg, długość 9 metrów, średnica zaś 610 mm. Z racji swojej bardzo wysokiej prędkości, wielkiego zasięgu przy poszczególnych zakresach prędkości i dużej ilości materiału wybuchowego, torpedy Typ 93 stanowiły bardzo skuteczną broń w pojedynkach na powierzchni oceanu.
Prowadzono próby jeszcze szybszej wersji Typ 93 model 2, w dwóch eksperymentalnych odmianach A i B, osiągającej prędkość do 60 węzłów, lecz nie weszła ona do produkcji. W 1943 roku wprowadzono natomiast do produkcji torpedę Typ 93 model 3 o zmniejszonym zapasie paliwa i zasięgu, za to z głowicą zwiększoną do 790 kg materiału wybuchowego, używaną w ograniczonym zakresie przez niszczyciele w latach 1944–1945 (w tym okresie japońskie okręty nawodne jednak już praktycznie nie odnosiły zwycięstw nad aliantami).
Torpedy Typ 93 wystrzeliwano początkowo ze starszych dwururowych wyrzutni torpedowych Typ 89 i trzyrurowych Typ 90, po ich odpowiednim przystosowaniu. W 1934 roku opracowano najbardziej rozpowszechnioną czterorurową wyrzutnię torpedową Typ 92, obracaną pneumatycznie. Jedynie dla niszczyciela Shimakaze opracowano wyrzutnię pięciorurową Typ 0.
W 1938 roku do uzbrojenia japońskiej cesarskiej marynarki wojennej wprowadzono przeznaczoną dla okrętów podwodnych torpedę Typ 95 kalibru 533 mm, będącą zmniejszoną wersją torpedy Typ 93.

## Użycie
Jako podstawowa japońska torpeda okrętów nawodnych, była szeroko wykorzystywana podczas wojny na Pacyfiku. Podczas dużych bitew morskich jak bitwa na Morzu Jawajskim, torpedy tego typu często wystrzeliwane były salwami z bardzo dużych dystansów. Nagłość niespodziewanej – wobec braku wcześniejszego śladu torowego – eksplozji, powodowała że załogi trafionych okrętów, często składały eksplozje na karb wejścia okrętu na minę. W nieco późniejszych operacjach w małych akwenach, jak podczas bitew w wodach wokół Guadalcanalu, załogi japońskich krążowników i niszczycieli wykorzystywały maksymalną prędkość torpedy na dystansie do 20 000 metrów, zaś eksplozja głowicy o masie 490 kg miała zwykle dewastujący efekt dla trafionego okrętu. Wśród bitew na których rozstrzygnięcie torpedy tego typu miały znaczący bądź rozstrzygający wpływ, wskazać należy wspomnianą bitwę na Morzu Jawajskim, bitwę w Cieśninie Sundajskiej, bitwę pod Savo, pierwszą bitwę pod Guadalcanalem, czy bitwę pod Tassafarongą.
Informacja o posiadaniu przez Japonię torped tlenowych i ich przybliżonym kalibrze została pozyskana przez wywiad USA dopiero w kwietniu 1940 roku, lecz nie dano jej początkowo wiary. Jeszcze w 1942 roku uważano, że japońskie okręty uzbrojone są w torpedy typowego kalibru 533 mm. Dopiero w kwietniu 1943 roku wywiad marynarki USA, na podstawie zeznań jeńców, zaktualizował informacje o uzbrojeniu torpedowym okrętów japońskich w torpedy kalibru 610 mm.